# Vidlicový smrk

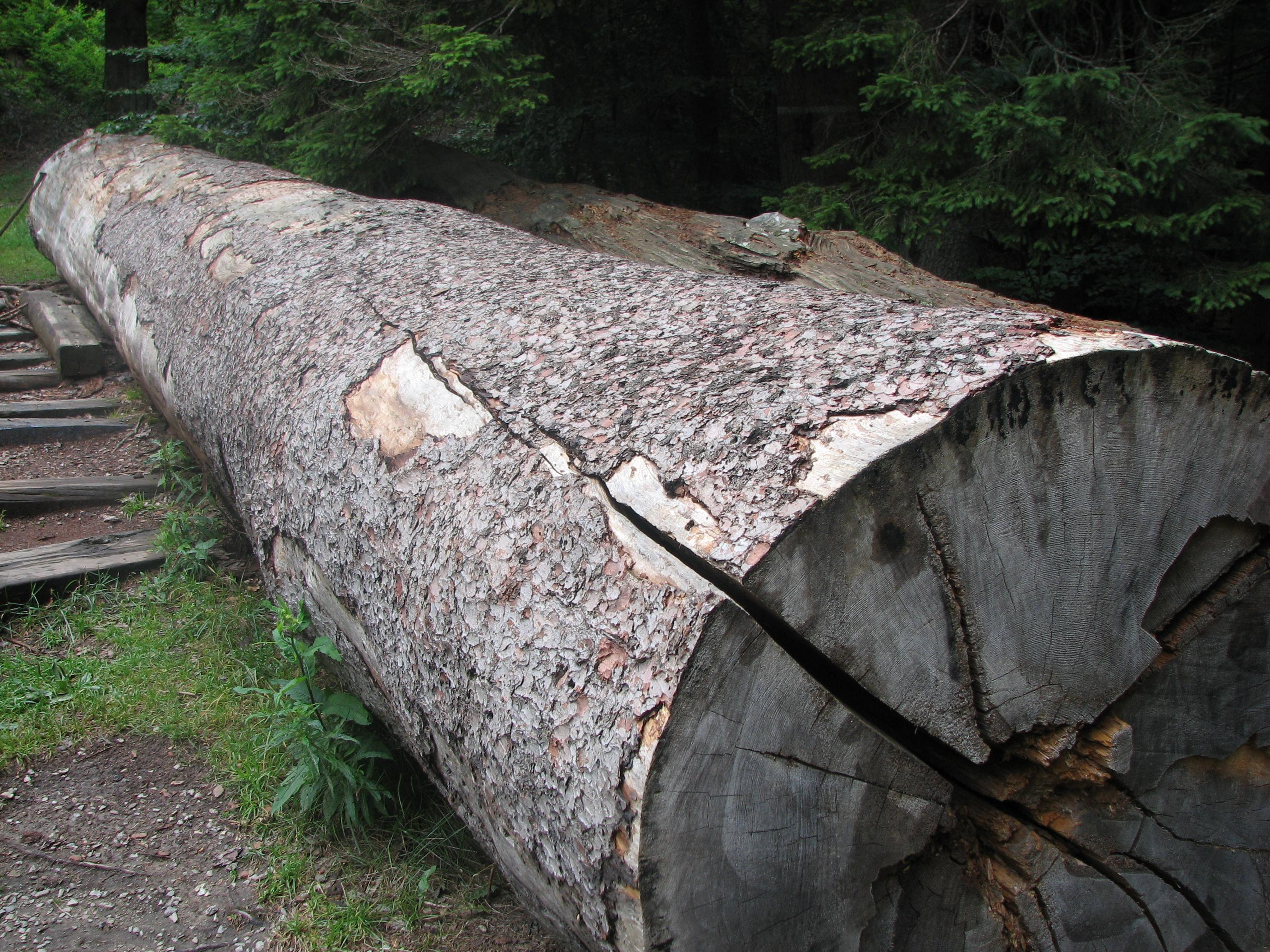
Vidlicový smrk, torzo

Tzv. Vidlicový smrk byl obrovský smrk rostoucí v ochranném pásmu národní přírodní rezervace Boubínský prales. Dvouvrcholový smrk ztepilý (Picea abies), který byl na konci svého života považován za největší horský smrk v Česku, uschnul v létě roku 2004 v odhadovaném věku 470 let. Měřený obvod kmene byl 452 cm, výška 57 m a objem byl vypočítán přes 35 m³.